# Fotbollsgalan 2017
Fotbollsgalan 2017 arrangerades i Globen i Stockholm måndagen den 20 november 2017 och var den 23:a fotbollsgalan sedan premiäråret 1995. Galan direktsändes i TV4. Programledare var Anna Brolin och Frida Nordstrand.

## Priser
- Årets målvakt dam: Hedvig Lindahl, Chelsea.
- Årets målvakt herr: Robin Olsen, FC Köpenhamn.
- Årets back dam: Jessica Samuelsson, Arsenal WFC.
- Årets back herr: Andreas Granqvist, FC Krasnodar.
- Årets mittfältare dam: Kosovare Asllani, Linköpings FC.
- Årets mittfältare herr: Emil Forsberg, RB Leipzig.
- Årets forward dam: Tabitha Chawinga, Kvarnsvedens IK.
- Årets forward: herr: Zlatan Ibrahimovic, Manchester United.
- Årets tränare dam: Elisabet Gunnarsdottir, Kristianstad.
- Årets tränare herr: Graham Potter, Östersund.
- Årets domare: Pernilla Larsson och Kristoffer Karlsson.
- Mest värdefulla spelare damallsvenskan: Filippa Angeldahl, Hammarby IF FF.
- Mest värdefulla spelare allsvenskan: Anders Christiansen, Malmö FF.*
- Årets genombrott i damallsvenskan: Tove Almqvist, Linköpings FC.
- Årets nykomling i allsvenskan: Pontus Dahlberg, IFK Göteborg.
- Fair Play dam: Kopparbergs/Göteborg FC.
- Fair Play her: IFK Norrköping
- Årets målskytt i damallsvenskan: Tabitha Chawinga, Kvarnsveden
- Årets målskytt i allsvenskan: Magnus Eriksson, Djurgården
- Fotbollskanalens hederspris: Pia Sundhage
- Number 10: Locker room talk
- Årets prestation: Östersunds FK.
- Diamantbollen: Kosovare Asllani.
- Guldbollen: Andreas Granqvist.